# The Pas, Manitoba
The Pas je mesto v Manitobi (Kanada).
V mestu se nahaja eden od dveh glavnih kampusov Univerzitetnega kolidža Severa.